# Хэундэ (пляж)
Хэундэ (кор. 해운대해수욕장?, 海雲臺海水浴場?) — пляж в южнокорейском городе Пусан на берегу Корейского пролива. Считается одним из наиболее известных и красивых на Корейском полуострове и является популярным среди его жителей и иностранных туристов.

## Расположение
Пляж Хэундэ расположен в восточной части Пусана в районе Хэундэгу в 40 минутах езды на метро от железнодорожной станции Пусана в исторической части города до станции Хэундэ и в часе от международного аэропорта Кимхэ.

## Описание
Вдоль всего песчаного пляжа Хэундэ, имеющего длину 1,5 км и ширину от 30 до 50 м, проложена широкая дорожка с деревянным настилом, а также построена одна большая скамейка. На пляже работают уличные бары, кафе, рестораны, выступают уличные музыканты, поблизости от пляжа в несколько линий располагаются отели. В некоторых местах из-под земли бьют горячие источники, которые благотворны при лечении заболеваний кожи, суставов и кровяного давления.
Несмотря на запрет купания с сентября по июнь, пляж Хэундэ является круглогодичным центром культурного притяжения Пусана. Здесь проводится множество фестивалей и других культурных мероприятий, среди которых ежегодный международный кинофестиваль. С 1988 года каждый январь, когда температура воды опускается до 0 °C, здесь проводится фестиваль «Белый медведь», в ходе которого практикуется моржевание.
На пляже расположен крупнейший в Южной Корее океанариум, который включает в себя несколько тематических аквариумов и открытый бассейн с морскими обитателями.